# Аженталь-ле-Ба
Ажента́ль-ле-Ба (фр. Hagenthal-le-Bas) — коммуна на северо-востоке Франции в регионе Гранд-Эст (бывший Эльзас — Шампань — Арденны — Лотарингия), департамент Верхний Рейн, округ Мюлуз, кантон Сен-Луи. До марта 2015 года коммуна административно входила в состав упразднённого кантона Юненг (округ Мюлуз).
Площадь коммуны — 6,2 км², население — 1049 человек (2006) с тенденцией к росту: 1188 человек (2012), плотность населения — 191,6 чел/км².

## Население
Численность населения коммуны в 2011 году составляла 1169 человек, а в 2012 году — 1188 человек.
| 1962 | 1968 | 1975 | 1982 | 1990 | 1999 | 2006 | 2008 | 2011 | 2012 |
| ---- | ---- | ---- | ---- | ---- | ---- | ---- | ---- | ---- | ---- |
| 757  | 747  | 814  | 777  | 896  | 1001 | 1049 | 1064 | 1169 | 1188 |

Динамика населения:

## Экономика
В 2010 году из 798 человек трудоспособного возраста (от 15 до 64 лет) 646 были экономически активными, 152 — неактивными (показатель активности 81,0 %, в 1999 году — 73,2 %). Из 646 активных трудоспособных жителей работали 600 человек (341 мужчина и 259 женщин), 46 числились безработными (19 мужчин и 27 женщин). Среди 152 трудоспособных неактивных граждан 44 были учениками либо студентами, 43 — пенсионерами, а ещё 65 — были неактивны в силу других причин.
На протяжении 2011 года в коммуне числилось 493 облагаемых налогом домохозяйства, в которых проживало 1160 человек. При этом медиана доходов составила 35454 евро на одного налогоплательщика.

## Достопримечательности (фотогалерея)

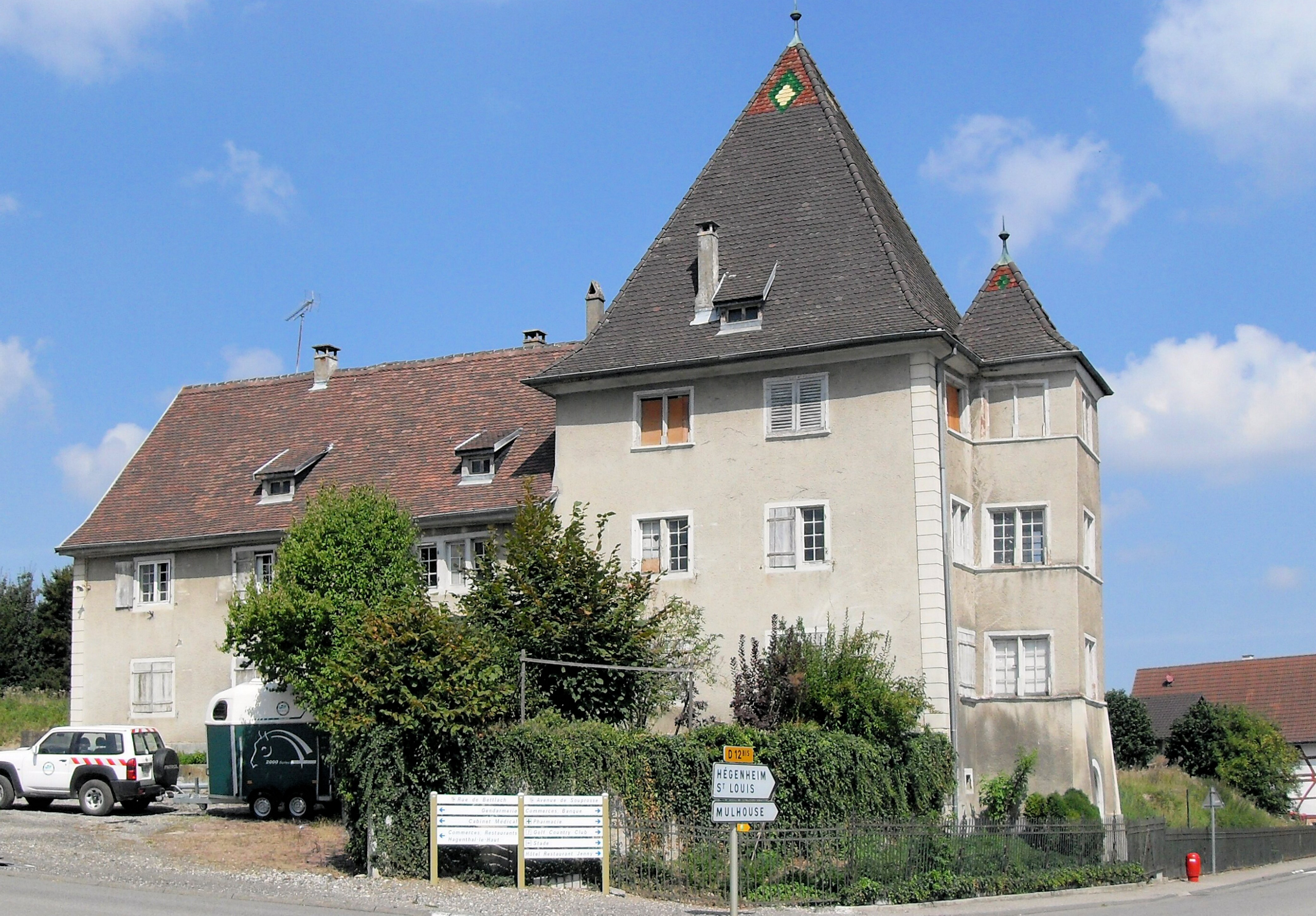
Шато
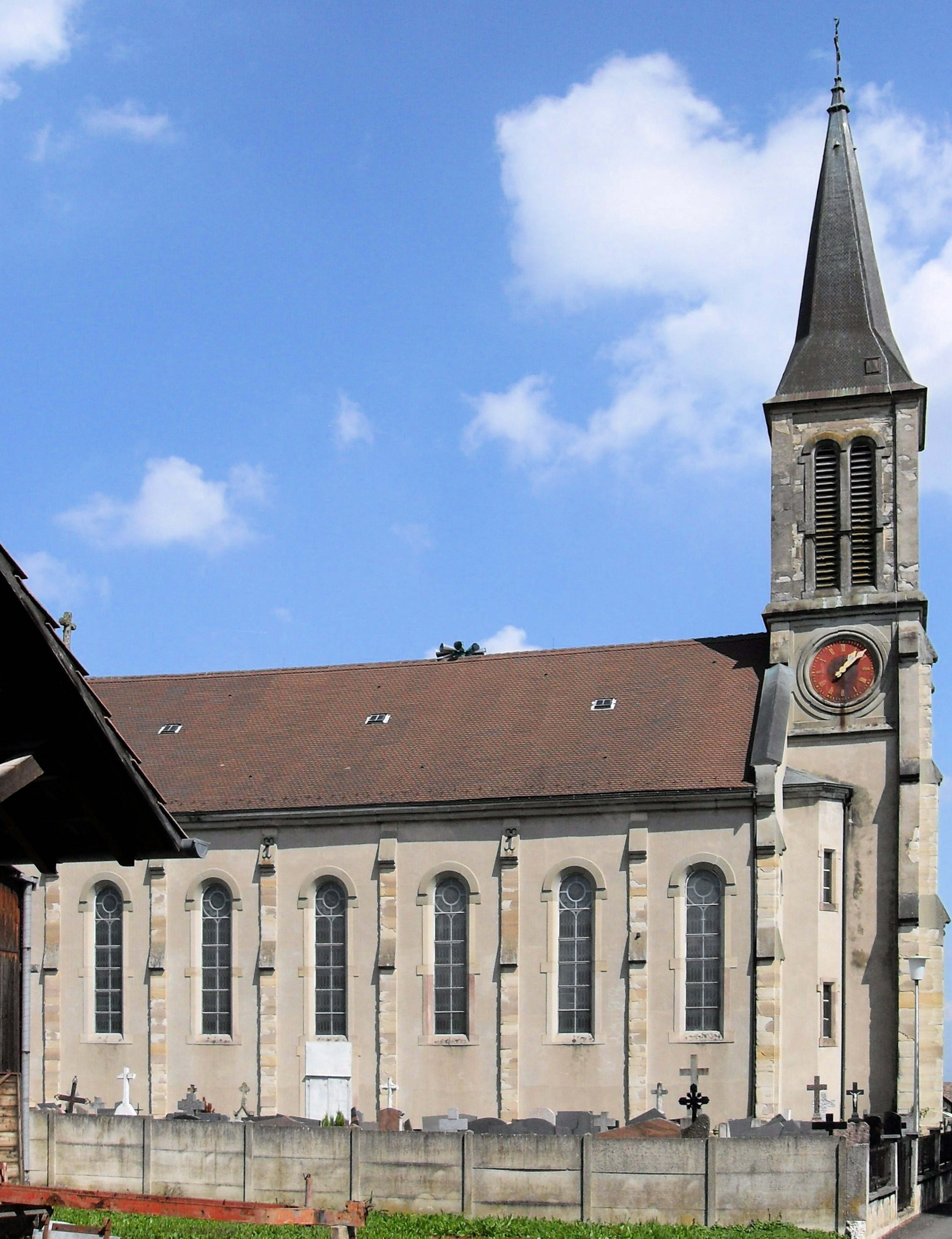
Церковь Святых Петра и Павла
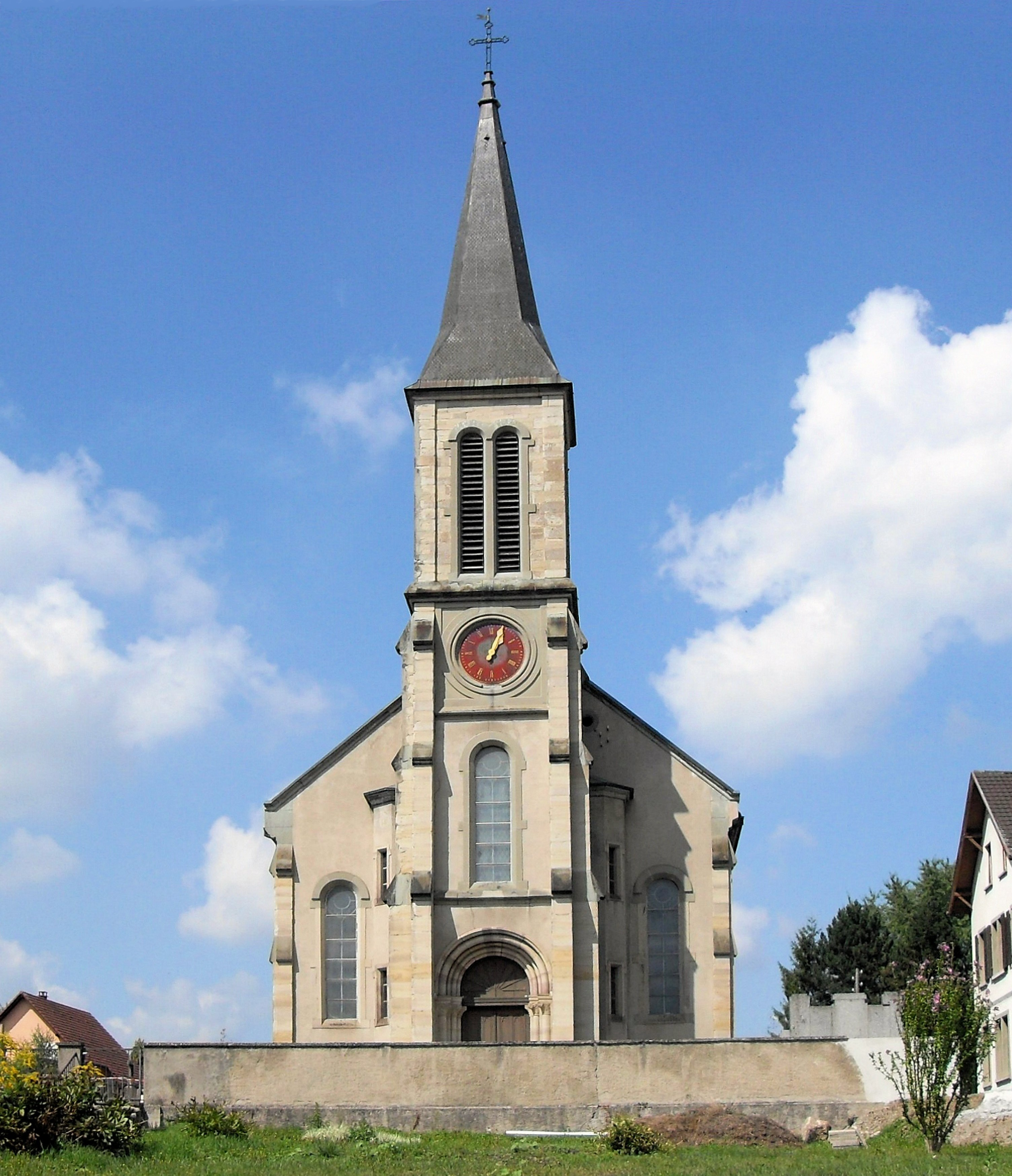
Колокольня